# トレジャー・アイランド・メディア
トレジャー・アイランド・メディア（略称 TIMとも呼ばれる）は、1998年にポール・モリスによって設立された米国のゲイ・ポルノスタジオで、主にコンドーム無しでの性行為（ベアバック）を収めたビデオを制作している。1990年代に新たに出現したゲイ・ポルノ業界でのベアバックを主流とする流れの中で初めてベアバックを専門にしたスタジオでもあり、それは性的体験の自由さを表すものだった。
スタジオの名前はモリスの子供時代のお気に入りの本『トレジャー・アイランド』にちなんで名付けられた。
元々あったサンフランシスコのオフィスに加えて、現在はニューヨーク、ロンドン、メキシコシティに物流生産の為のオフィスを持っている。

## モチベーション
モリスはトレジャー・アイランド・メディアの設立について「ポルノの律儀さを守るためと男性の性行動に関する正直な表現を維持するために設立した」と述べ、「私がポルノを制作し始めたとき、業界のジャンルは気がめいるように腐敗していて、性的行動のごく一部しか表していないと思った（中略）私はセックスを私にとって意味のある形で撮影したく、また出来るだけ正確かつ正直に記録したかった。また私は男性のドキュメントを撮影したかった。私は彼らがどう見えるかには興味がなく、彼らが男性同士のセックスの中で一体何を理解しているのかに興味があった」と語った、また彼は最近では「 HIVクローゼットな業界における現象に直接対抗出来るようなポルノを制作する事に情熱を突き動かされている」と付け加えた。

## 売上と人気
XBIZによれば、最も売れているビデオはドーソンが主演する2004年の『Dawson's 20 Load Weekend』である。

## 論争と批判
トレジャー・アイランド・メディアはビデオに関わるいくつかの騒動や事件を起こしている。
- 2004年 - タイタン・メディアは、自社のパフォーマーがトレジャー・アイランド・メディアと契約することを禁止した[6]。
- 2007年10月 – TIMは、ベルリンで開催されたDavid Awardsで「Best US Studio」の賞を受賞した、これは、ヨーロッパでのGAYVNに相当するが、これを受けタイタン・メディアの創設者兼CEOであるブルース・カムが賞を辞退した [7] [8] [9] [10]。
- 2009年7月 – TIMは、フォルサム・ストリート・フェア、フォルサム・ノース、ドレ・アレイ、ゲイ・エロティック・エキスポ[11] 、インターナショナル・ミスター・レザーといった式典への参加が正式に禁止されたことをプレスリリースの中で発表した[12]。
- 2009年 – GAYVNアワードは、トレジャー・アイランド・メディアの作品とベアバッキングを描いた他の会社の作品のノミネートを永久に受け付けないことを決めた[13]。
- 2010年12月 - カリフォルニア労働安全衛生局は、出演モデルを「精液およびその他の感染の可能性のある物質」にさらしたとして、トレジャー・アイランド・メディアに21,000ドルの罰金を科した[14]。
- 2011年9月25日 – フォルサム・ストリート・フェアでのトレジャー・アイランド・メディアのブースは、サンフランシスコ市警察（SFPD）によって閉鎖された[15]。
- 2012年8月 – 薬物メタンフェタミンを注射した後にコンドームを着けずにセックスしている男性を撮影した『スラムド』(Slammed)をリリースした [16]。
- 2012年11月 – セーフ・セックスの支持者であるコルビー・ケラーがTIMの作品に出演した[17]。
- 2014年 – モリスはHIV陽性の男性とHIV陰性の男性がコンドームを着けずにセックスしてる模様を中心としたブルー・ベイリー主演のポルノ作品『バイラル・ロード』(Viral Loads)を監督[18]。

AIDS Healthcare Foundationは、カリフォルニア州の労使関係局や労働安全衛生アピール委員会に労働安全衛生規制の対象となる俳優や女優に対して安全が保障されるよう、TIM側に強制することを何度か試みた。トレジャー・アイランド・メディアに対して提起された2014年の訴訟の中でで、行政法判事は会社が規制を遵守している事を確認している。

## 賞とノミネート
- 2008年：ゴールデン・ディッキー・アワード（from Rad Video）[20]：ベスト・スタジオ、ベスト・ムービー賞（What I Can't See 2）、最優秀監督賞（ポール・モリス）、ベスト・パフォーマー・トップ（ジェシー・オトゥール）、ベスト・スペシャルティ・フェティッシュ・ムービー（ Damon Blows America 8 – Los Angeles ）
- 2010年：Cybersocket Web Awards[21][22]：ベスト・ニュー・サイト、ベスト・ビデオ・カンパニー、ベスト・VOD・サイト、ムービー・オブ・ザ・イヤー
- 2012年：レイヴンズ・エデン・アワード[23]：受賞 - ベスト・ゲイ・スタジオ
- 2013年：レイヴンズ・エデン・アワード [23]：受賞 - ベスト・ゲイ・スタジオ、ベスト・のベアバック・ムービー（マンファック・マニフェスト）
- 2014年：レイヴンズ・エデン・アワード[23]：受賞 - ベスト・ゲイ・スタジオ、ベスト・コンピレーション・ムービー（Plantin'Seed Anthology ）
- 2015年：レイヴンズ・エデン・アワード [23]：ベスト・ゲイ・スタジオ
- 2015年：プラウラー・ポルノ・アワード[24]：受賞 - ベスト・ブリティッシュ・シーン（Nathan Gets Banged）
- 2016年：レイヴンズ・エデン・アワード[23]：受賞 - ベスト・ゲイ・スタジオ、ベスト・コンピレーション・ムービー（Legendary Cocksucker: Best of Damon Dogg）、ベスト・ベアバック・ムービー（Buggery）
- 2017年：HustlaBall European Gay Porn Awards：Best Movie Scene（ Take That Black Dick White Boy ）、最優秀監督賞（ポール・モリス＆マックス・ソール）、ベスト・フェティッシュ・ムービー（ Cum Junkie ）、ベスト・ムービー（Cum  Junkie）
- 2017年：プラウラー・ポルノアワード[25]：ベスト・ブリティッシュ・フェチDVD（Public Meet）
- 2018年：プラウラー・ポルノアワード[26]：最優秀ヨーロッパ監督賞（ポールスタグ）ベスト・ヨーロピアン・フェティッシュ・DVD（Destroy Logan Moore）
- 2018年：Hustlaball European Porn Awards[27]：ノミネート - ベスト・ウェブサイト、受賞 - ベスト・ハンク・ムービー（Destroy Logan Moore）、ベスト・フェティッシュ・ムービー（Destroy Logan Moore）
- 2019年：Prowler European Porn Awards [28]：ノミネート - ベスト・ヨーロピアン・DVD（Destroy Logan Moore）、受賞 - 生涯功労賞（ポール・スタッグ;ヨーロッパプロダクションのディレクター兼ヘッド）

## パフォーマー
- ブルー・ベイリー
- BJ・スレーター[29]
- マックス・ソール[30]
- セバスチャン・ドリュー[31]
- ジョン・ダール[32]
- イーサン・ウルフ[33]